# Выбор критиков (кинопремия, 2022)
27-я церемония премии «Выбор критиков» состоялась 13 марта 2022 года в отеле Fairmont Century Plaza Hotel в Лос-Анджелесе и в отеле Savoy в Лондоне. Ведущими церемонии были американский актёр и продюсер Тэй Диггз и американская актриса и телеведущая Николь Байер. Номинанты были объявлены 13 декабря 2021 года.

## Победители и номинанты

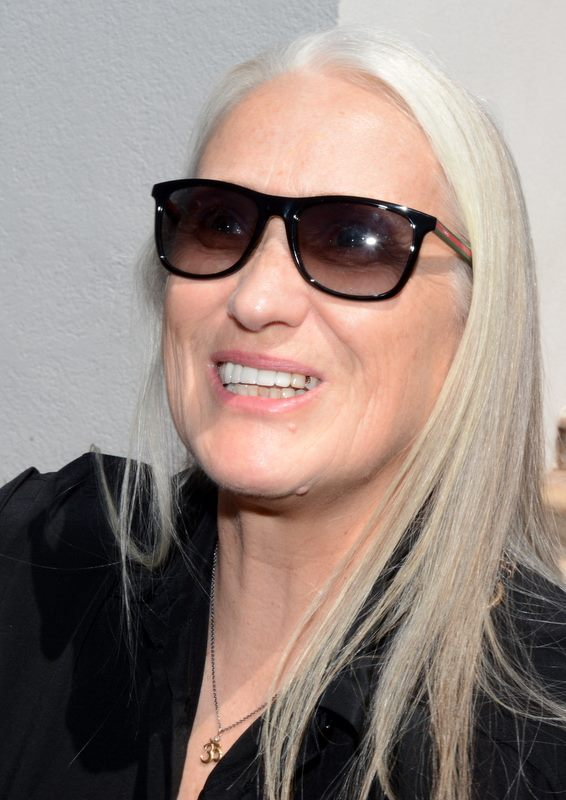
Джейн Кэмпион, лучший режиссёр

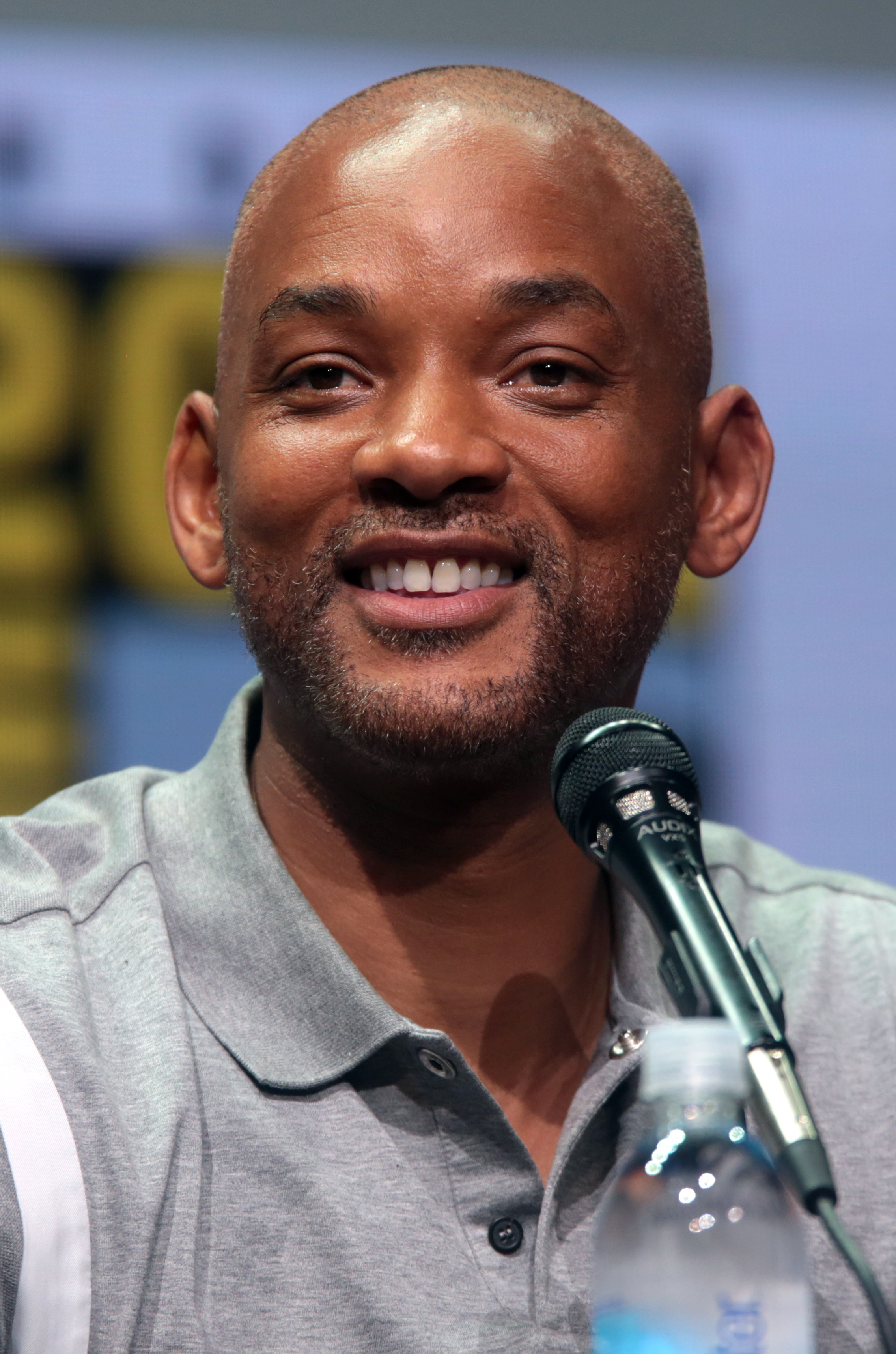
Уилл Смит, лучшая мужская роль

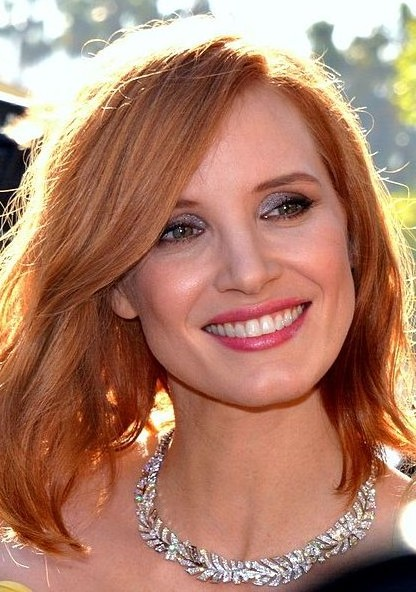
Джессика Честейн, лучшая женская роль

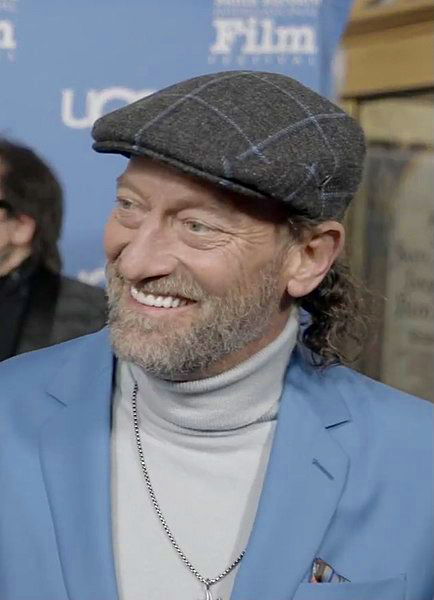
Трой Коцур, лучшая мужская роль второго плана

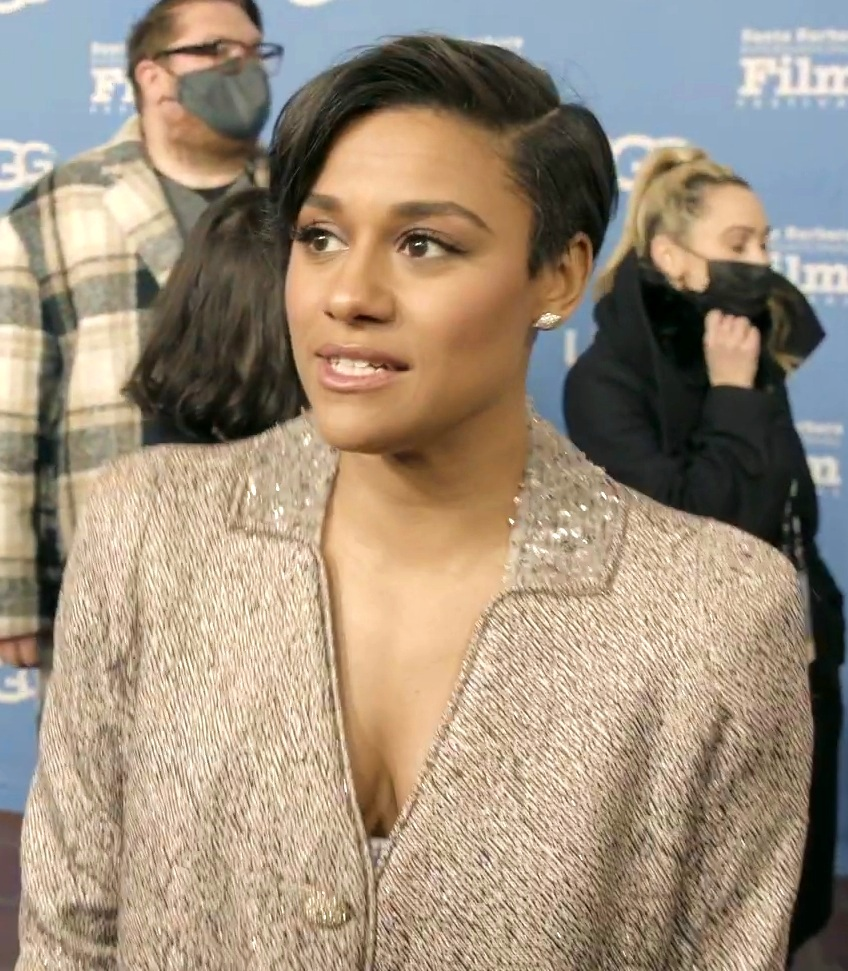
Ариана ДеБос, лучшая женская роль второго плана

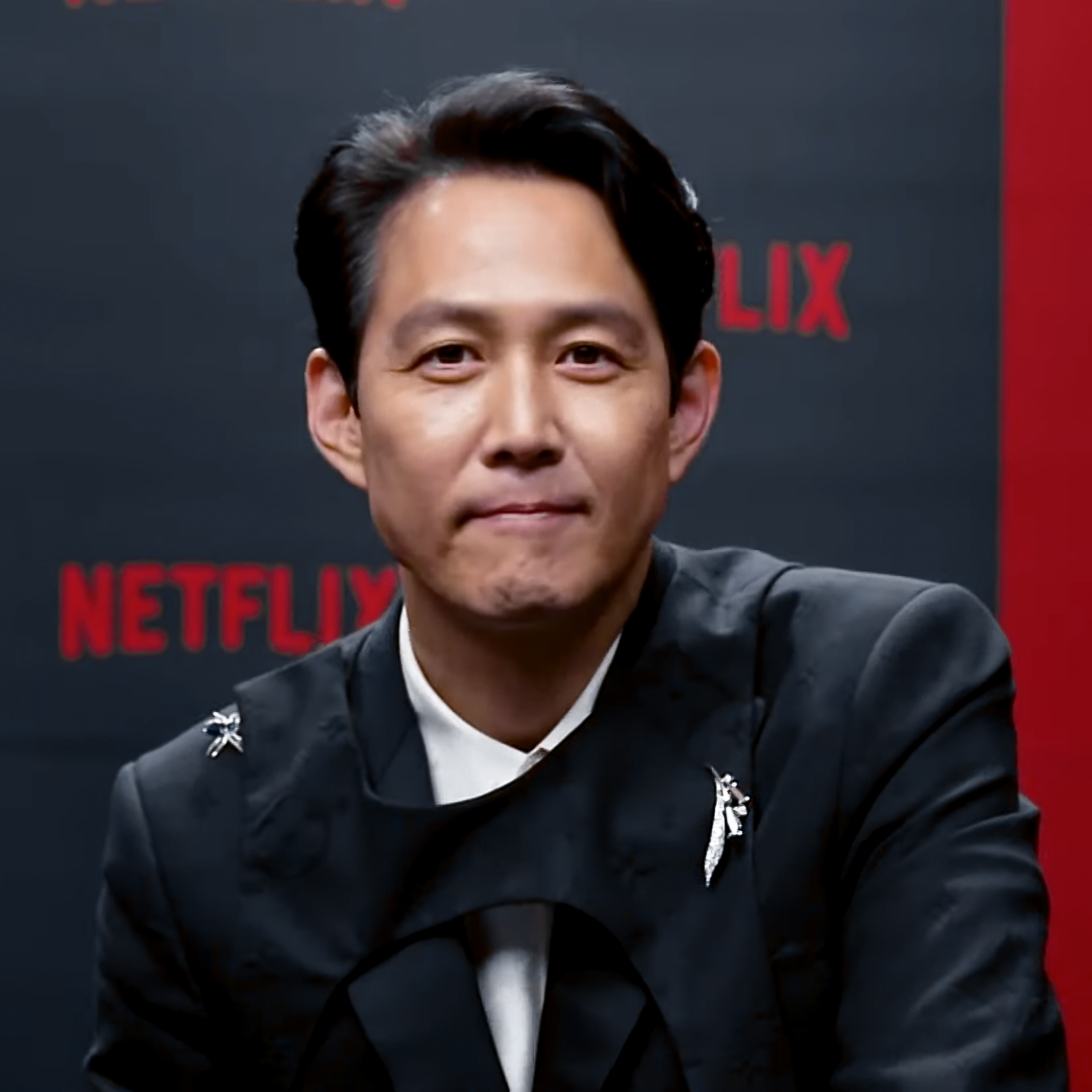
Ли Джон-джэ, лучшая мужская роль в драматическом сериале

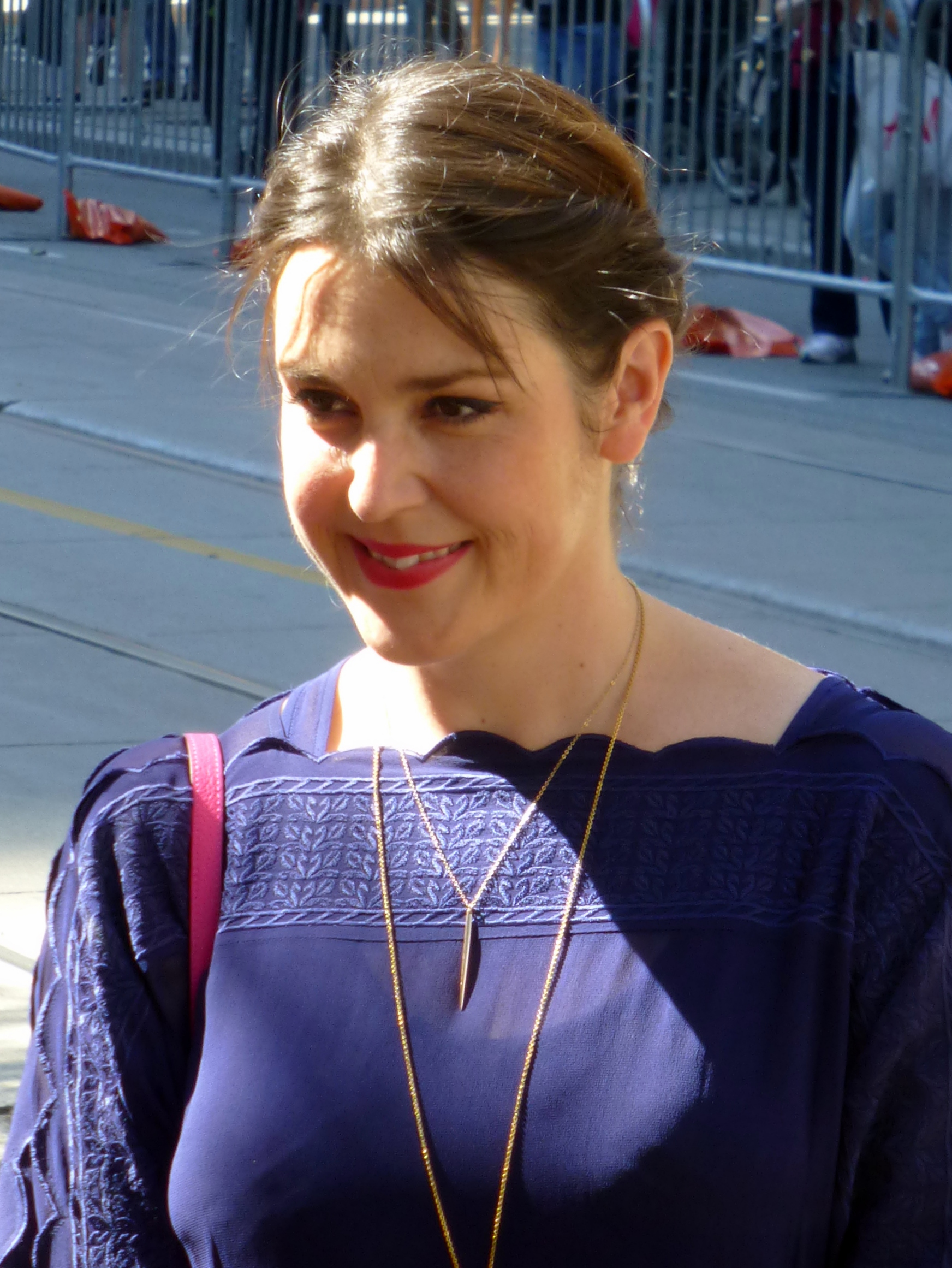
Мелани Лински, лучшая женская роль в драматическом сериале

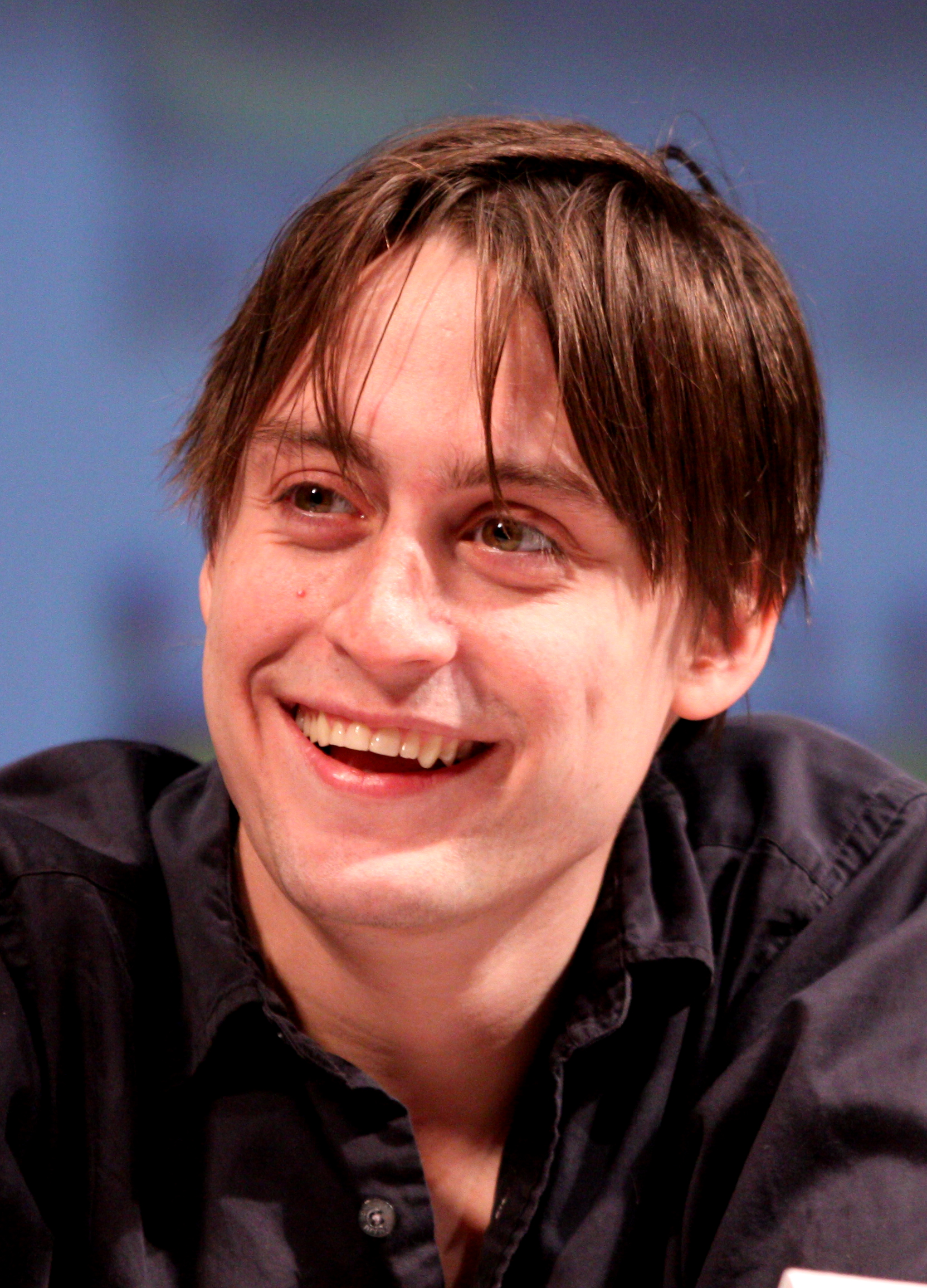
Киран Калкин, лучшая мужская роль второго плана в драматическом сериале

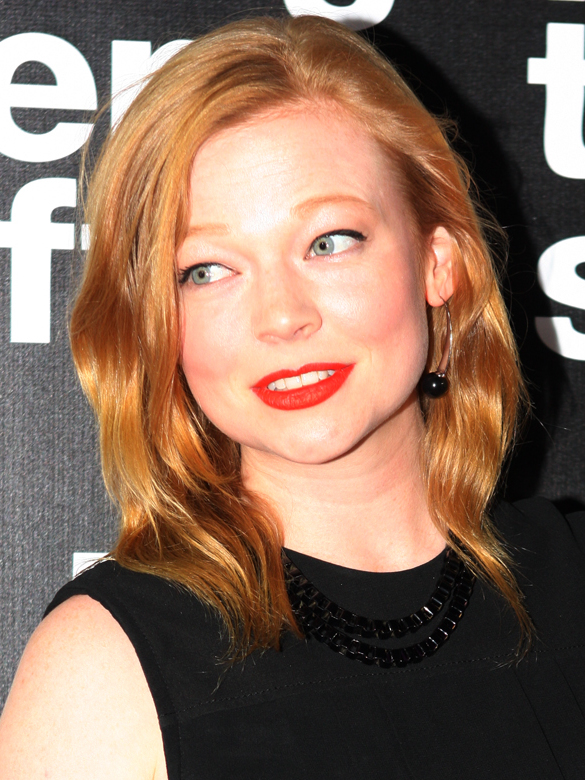
Сара Снук, лучшая женская роль второго плана в драматическом сериале

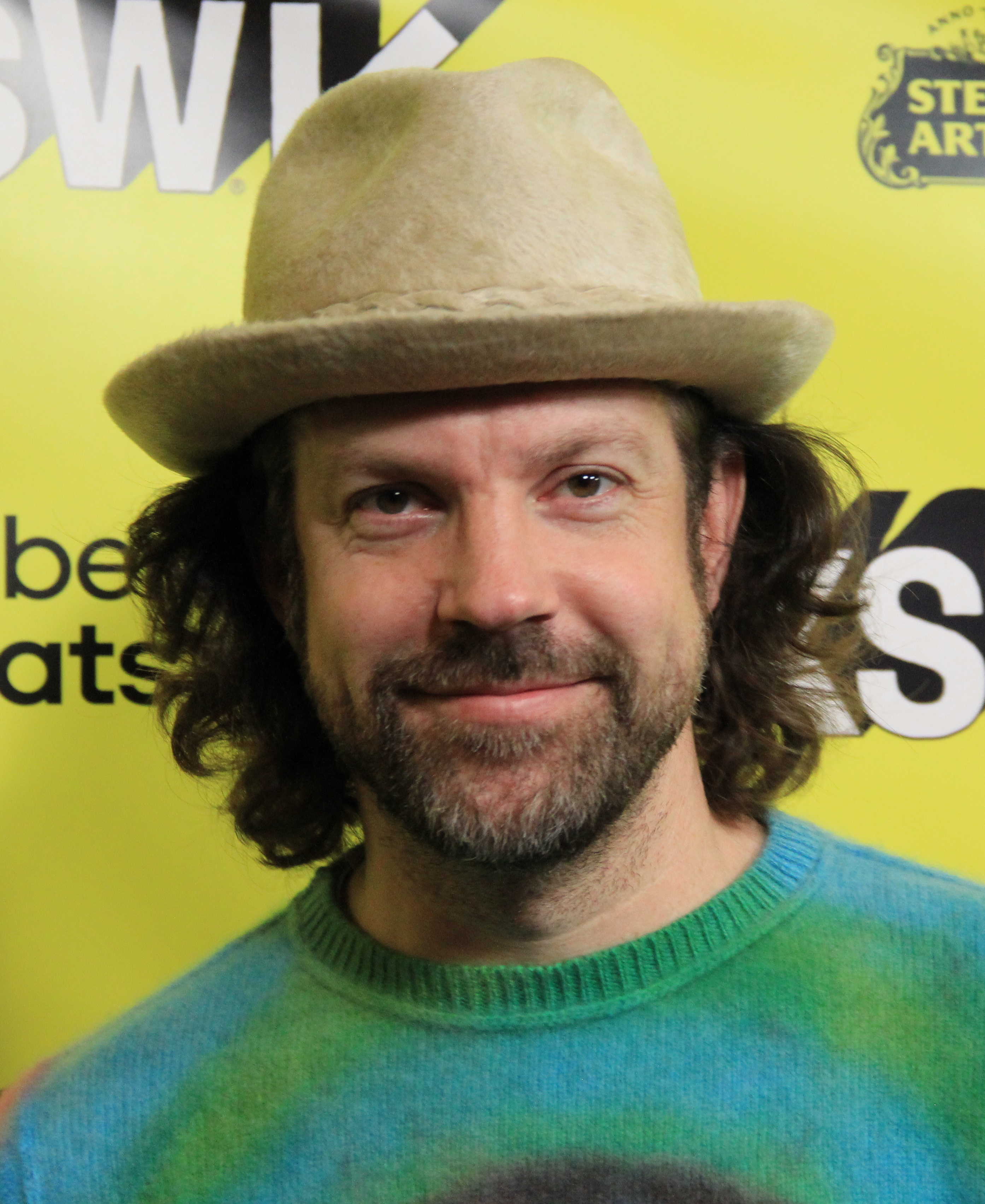
Джейсон Судейкис, лучшая мужская роль в комедийном сериале

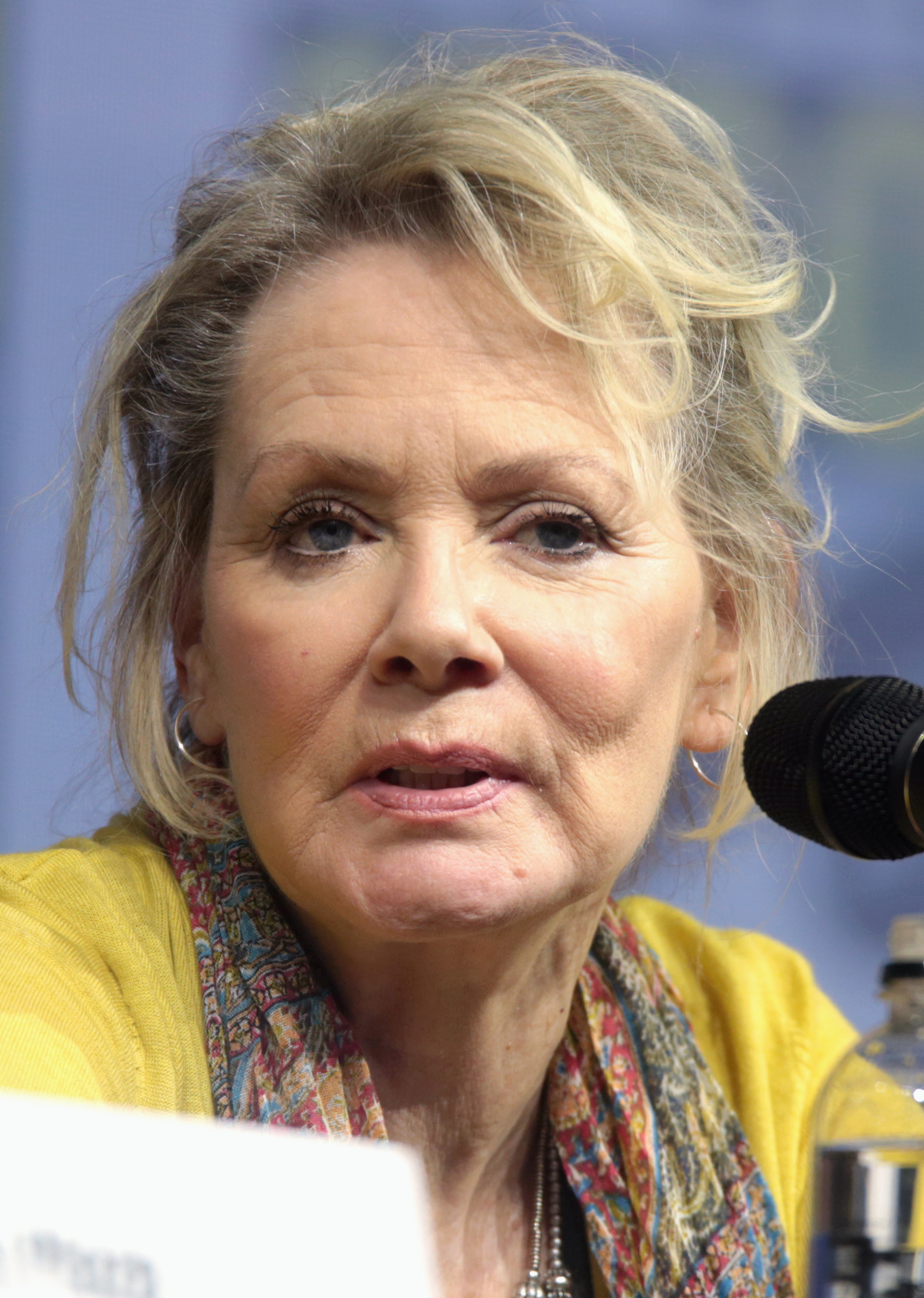
Джин Смарт, лучшая женская роль в комедийном сериале

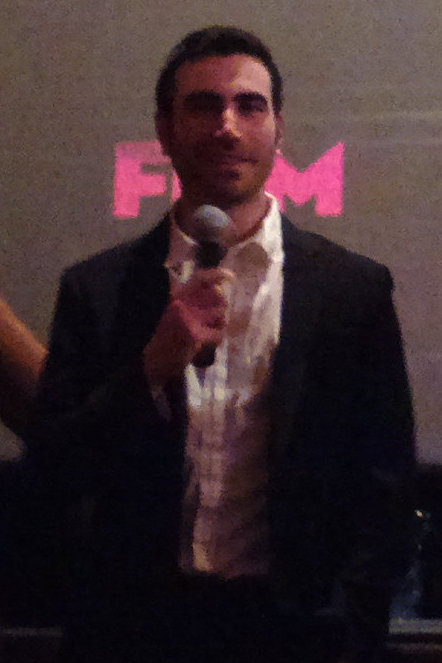
Бретт Голдстин, лучшая мужская роль второго плана в комедийном сериале

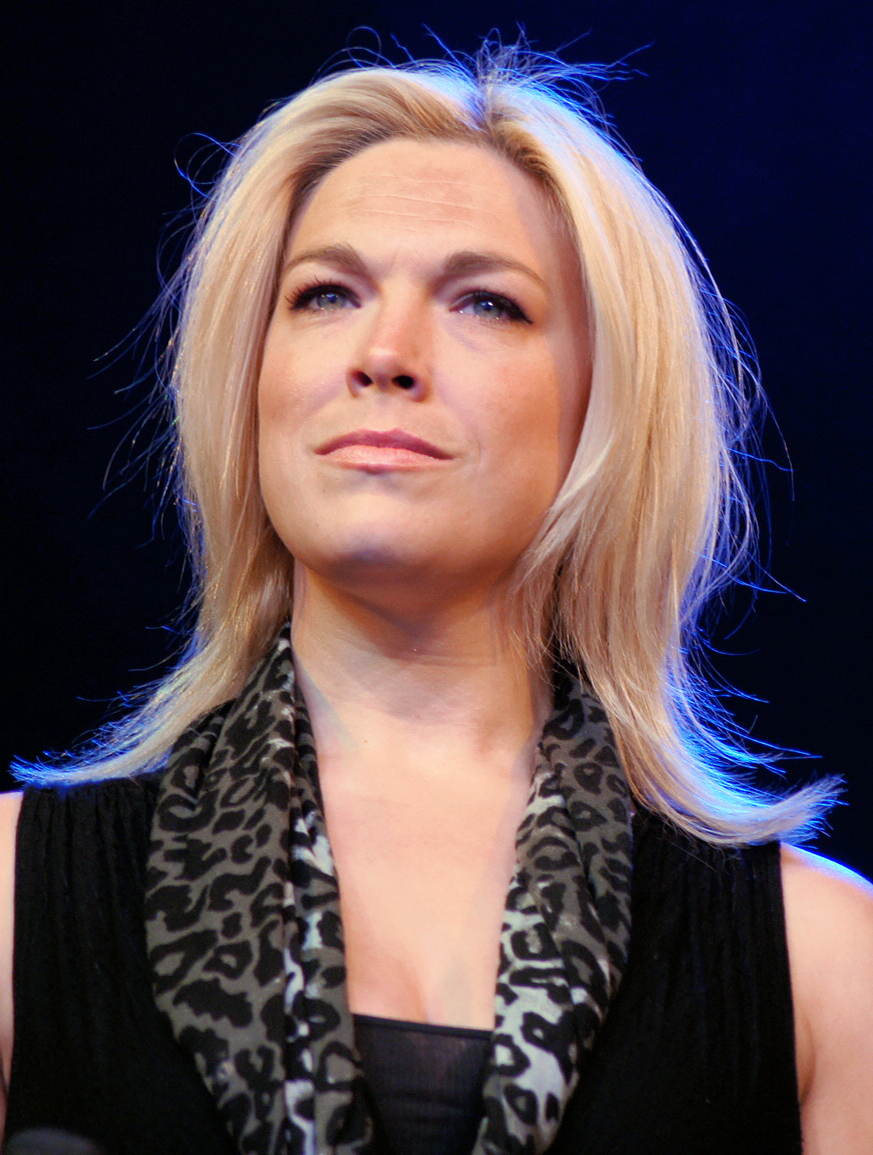
Ханна Уэддингхэм, лучшая женская роль второго плана в комедийном сериале

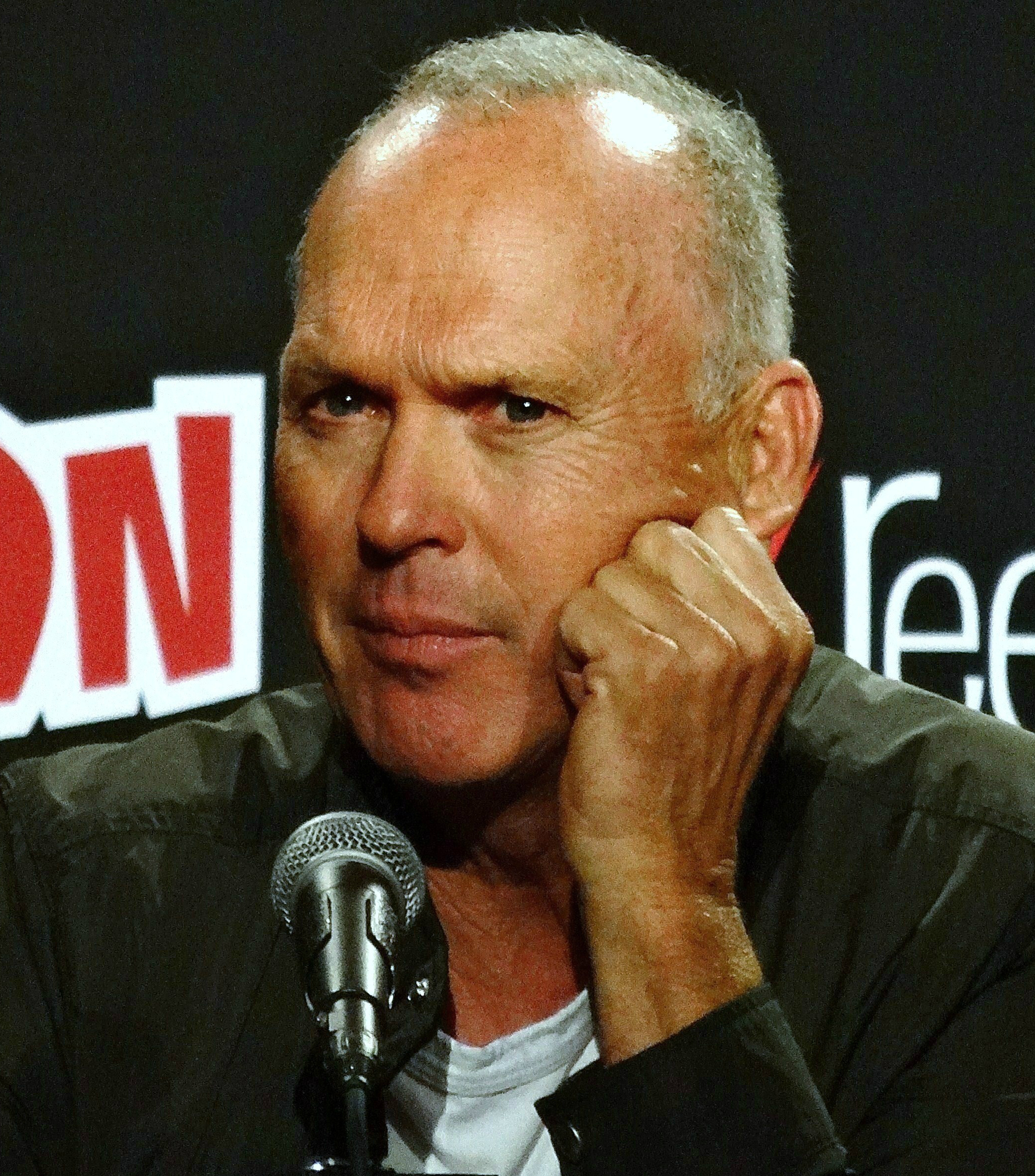
Майкл Китон, лучшая мужская роль в мини-сериале

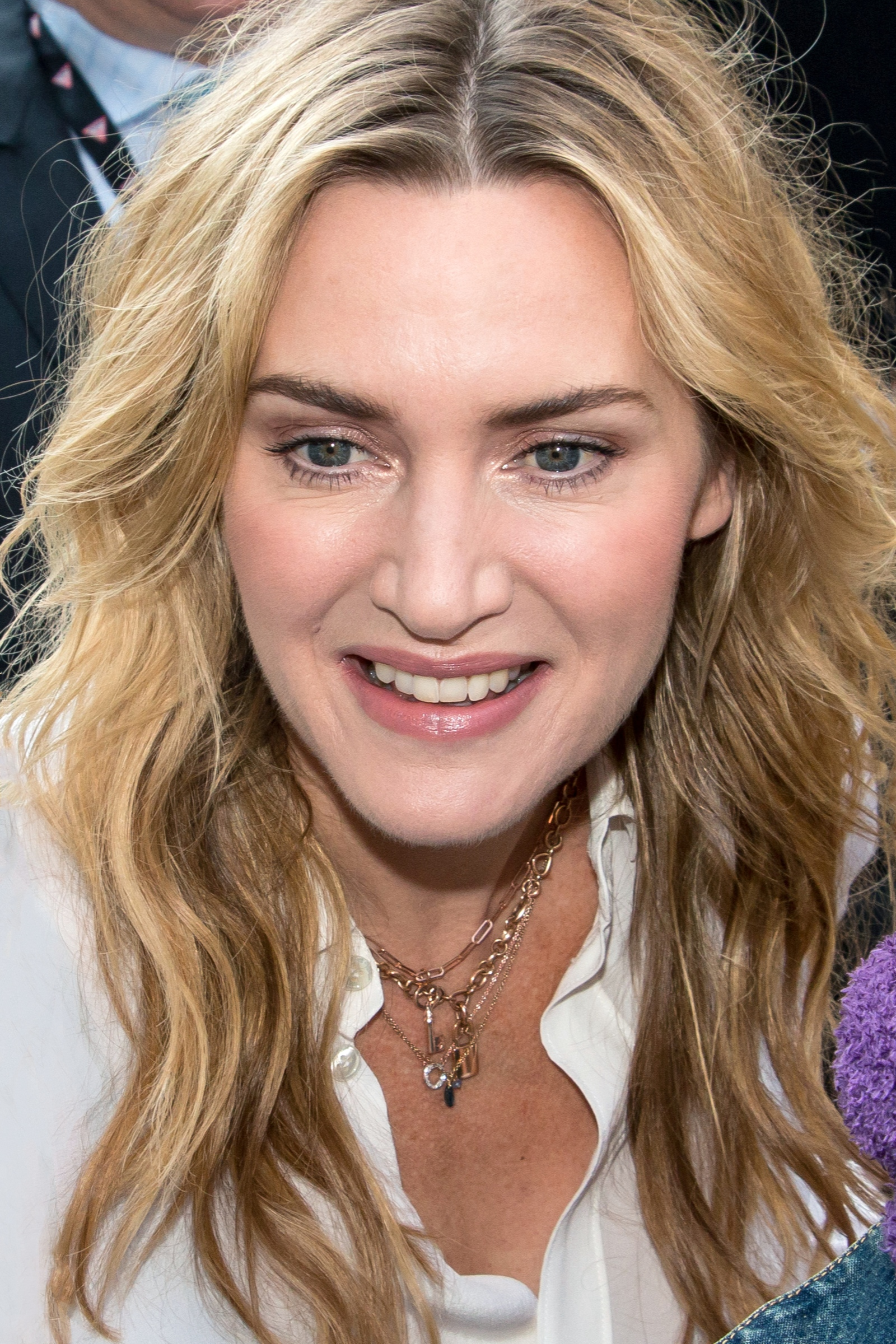
Кейт Уинслет, лучшая женская роль в мини-сериале

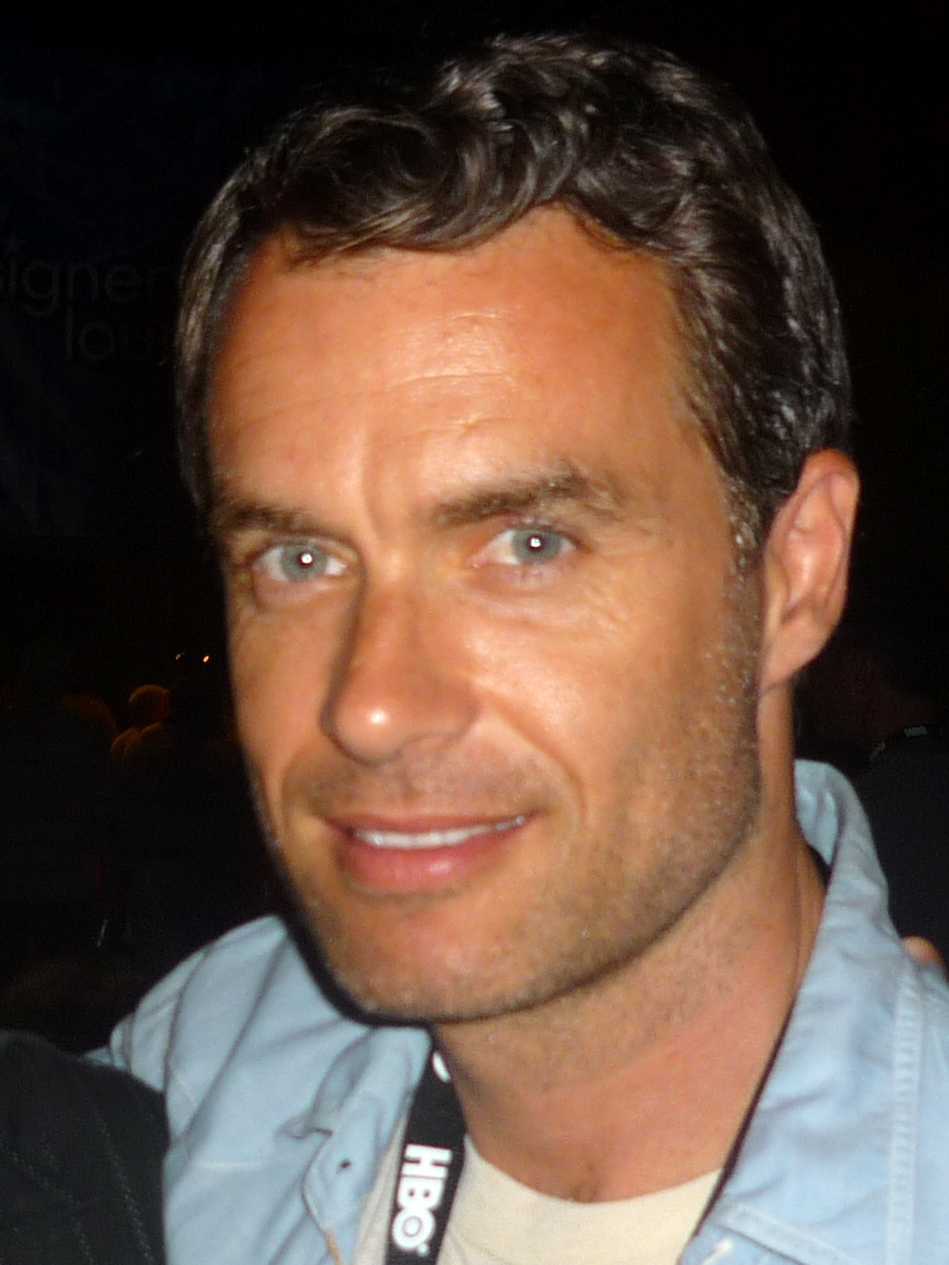
Мюррэй Бартлетт, лучшая мужская роль второго плана в мини-сериале

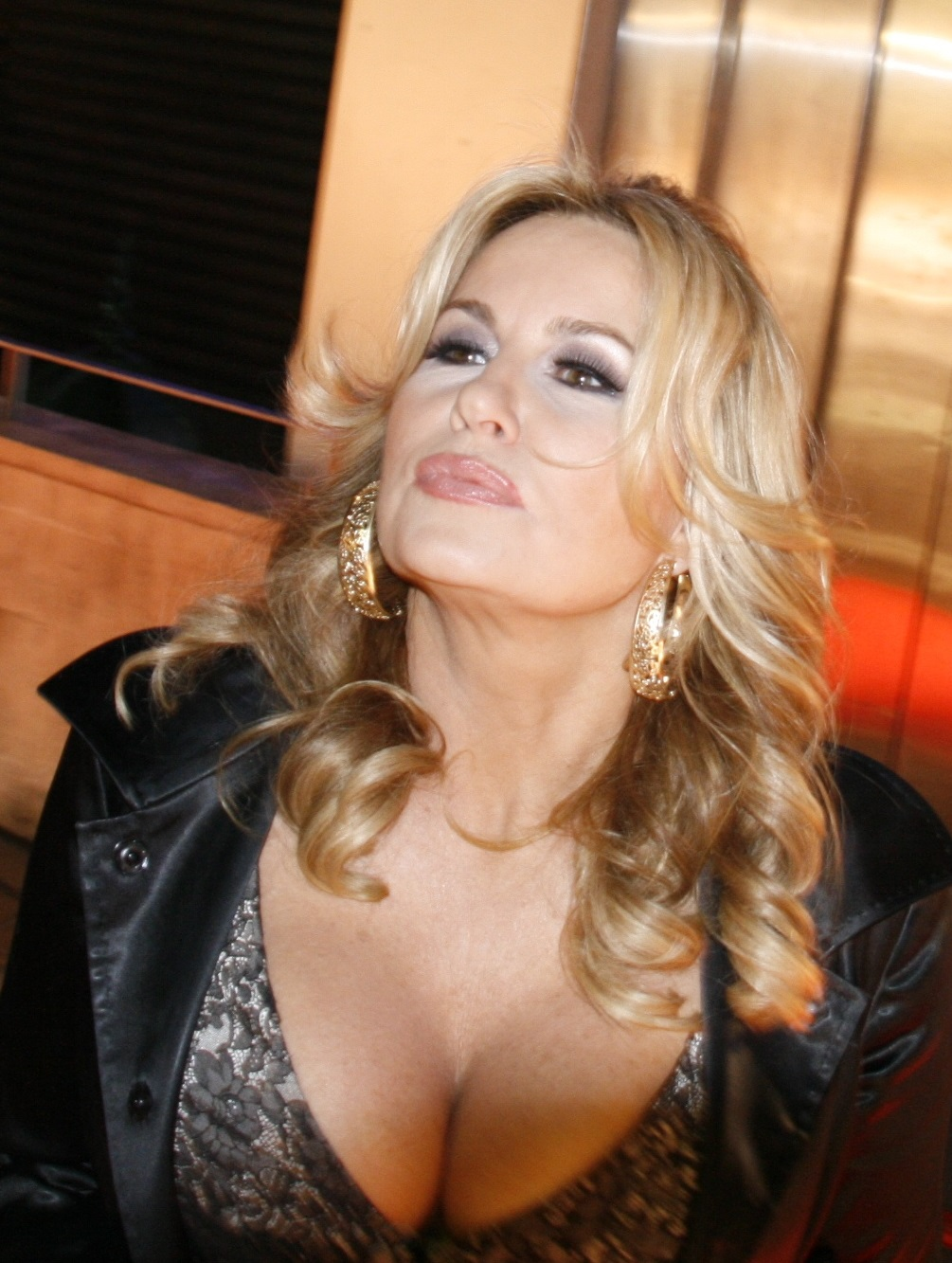
Дженнифер Кулидж, лучшая женская роль второго плана в мини-сериале

| ЛУЧШИЙ ФИЛЬМ Власть пса - CODA: Ребёнок глухих родителей - Аллея кошмаров - Белфаст - Вестсайдская история - Дюна - Король Ричард - Лакричная пицца - Не смотрите наверх - Тик-так...БУМ! | ЛУЧШИЙ РЕЖИССЁР Джейн Кэмпион — «Власть пса» - Пол Томас Андерсон — «Лакричная пицца» - Кеннет Брана — «Белфаст» - Дени Вильнёв — «Дюна» - Стивен Спилберг — «Вестсайдская история» - Гильермо дель Торо — «Аллея кошмаров» |
| ЛУЧШАЯ МУЖСКАЯ РОЛЬ Уилл Смит — «Король Ричард» - Дензел Вашингтон — «Трагедия Макбета» - Эндрю Гарфилд — «Тик-так...БУМ!» - Питер Динклэйдж — «Сирано» - Бенедикт Камбербэтч — «Власть пса» - Николас Кейдж — «Свинья» | ЛУЧШАЯ ЖЕНСКАЯ РОЛЬ Джессика Честейн — «Глаза Тэмми Фэй» - Леди Гага — «Дом Gucci» - Николь Кидман — «В роли Рикардо» - Оливия Колман — «Незнакомая дочь» - Кристен Стюарт — «Спенсер» - Алана Хаим — «Лакричная пицца» |
| ЛУЧШАЯ МУЖСКАЯ РОЛЬ ВТОРОГО ПЛАНА Трой Коцур — «CODA: Ребёнок глухих родителей» - Джейми Дорнан — «Белфаст» - Джаред Лето — «Дом Gucci» - Дж.К. Симмонс — «В роли Рикардо» - Коди Смит-Макфи — «Власть пса» - Киран Хайндс — «Белфаст» | ЛУЧШАЯ ЖЕНСКАЯ РОЛЬ ВТОРОГО ПЛАНА Ариана ДеБос — «Вестсайдская история» - Катрина Балф — «Белфаст» - Кирстен Данст — «Власть пса» - Энн Дауд — «Исповедь» - Рита Морено — «Вестсайдская история» - Онжаню Эллис — «Король Ричард» |
| ЛУЧШИЙ МОЛОДОЙ АРТИСТ Джуд Хилл — «Белфаст» - Эмилия Джонс — «CODA: Ребёнок глухих родителей» - Рэйчел Зеглер — «Вестсайдская история» - Вуди Норман — «Камон Камон» - Санийя Сидни — «Король Ричард» - Купер Хоффман — «Лакричная пицца» | ЛУЧШИЙ АКТЁРСКИЙ АНСАМБЛЬ Белфаст - Вестсайдская история - Власть пса - Лакричная пицца - Не смотрите наверх - Тем больнее падать |
| ЛУЧШИЙ ОРИГИНАЛЬНЫЙ СЦЕНАРИЙ Кеннет Брана — «Белфаст» - Пол Томас Андерсон — «Лакричная пицца» - Зак Бэйлин — «Король Ричард» - Адам Маккей, Дэвид Сирота— «Не смотрите наверх» - Аарон Соркин — «В роли Рикардо» | ЛУЧШИЙ АДАПТИРОВАННЫЙ СЦЕНАРИЙ Джейн Кэмпион — «Власть пса» - Мэгги Джилленхол— «Незнакомая дочь» - Тони Кушнер — «Вестсайдская история» - Эрик Рот, Джон Спэйтс и Дени Вельнёв — «Дюна» - Шан Хейдер — «CODA: Ребёнок глухих родителей» |
| ЛУЧШАЯ ОПЕРАТОРСКАЯ РАБОТА Эри Вегнер — «Власть пса» - Брюно Дельбоннель — «Трагедия Макбета» - Харис Замбарлукос — «Белфаст» - Януш Камински — «Вестсайдская история» - Дан Лаутсен — «Аллея кошмаров» - Грег Фрейзер — «Дюна» | ЛУЧШИЙ МОНТАЖ Сара Брошар, Майкл Кан — «Вестсайдская история» - Уна Ни Гонила — «Белфаст» - Питер Скиберрас — «Власть пса» - Джо Уокер — «Дюна» - Эндрю Юргенсен — «Лакричная пицца» |
| ЛУЧШИЙ ДИЗАЙН КОСТЮМОВ Дженни Беван — «Круэлла» - Джэнти Йэтс — «Дом Gucci» - Боб Морган, Жаклин Уэст — «Дюна» - Луис Секейра — «Аллея кошмаров» - Пол Тэйзуэлл — «Вестсайдская история» | ЛУЧШАЯ РАБОТА ХУДОЖНИКА-ПОСТАНОВЩИКА Патрис Верметт, Жужанна Шипош — «Дюна» - Рена ДеАнджело, Адам Штокхаузен — «Вестсайдская история» - Рена ДеАнджело, Адам Штокхаузен — «Французский вестник. Приложение к газете "Либерти. Канзас ивнинг сан"» - Тамара Деверелл, Шэйн Виё — «Аллея кошмаров» - Джим Клэй, Клер Ниа Ричардс — «Белфаст» |
| ЛУЧШАЯ МУЗЫКА К ФИЛЬМУ Ханс Циммер — «Дюна» - Николас Брителл — «Не смотрите наверх» - Джонни Гринвуд — «Власть пса» - Джонни Гринвуд — «Спенсер» - Нэйтан Джонсон — «Аллея кошмаров» | ЛУЧШАЯ ПЕСНЯ К ФИЛЬМУ «No Time to Die» — «Не время умирать» - «Be Alive» — «Король Ричард» - «Dos Oruguitas» — «Энканто» - «Guns Go Bang» — «Тем больнее падать» - «Just Look Up» — «Не смотрите наверх» |
| ЛУЧШИЙ ГРИМ И ПРИЧЁСКИ Глаза Тэмми Фэй - Аллея кошмаров - Дом Gucci - Дюна - Круэлла | ЛУЧШИЕ ВИЗУАЛЬНЫЕ ЭФФЕКТЫ Дюна - Аллея кошмаров - Матрица: Воскрешение - Не время умирать - Шан-Чи и легенда десяти колец |
| ЛУЧШАЯ КОМЕДИЯ Лакричная пицца - Барб и Звезда едут в Виста дель Мар - Главный герой - Не время умирать - Французский вестник. Приложение к газете "Либерти. Канзас ивнинг сан" | ЛУЧШИЙ АНИМАЦИОННЫЙ ФИЛЬМ Митчеллы против машин - Лука - Побег - Райя и последний дракон - Энканто |
| ЛУЧШИЙ ФИЛЬМ НА ИНОСТРАННОМ ЯЗЫКЕ Сядь за руль моей машины (Doraibu mai ka) — Япония - Побег (Flugt) — Дания, Франция, Норвегия, Швеция, Нидерланды, Великобритания, США, Финляндия, Италия, Испания, Эстония, Словения - Рука бога (È stata la mano di Dio) — Италия - Герой (Ghahreman) — Иран, Франция - Худший человек на свете (Verdens verste menneske) — Норвегия | |

### СЕРИАЛЫ
| ЛУЧШИЙ ДРАМАТИЧЕСКИЙ СЕРИАЛ Наследники - Зло - Игра в кальмара - Поза - Ради всего человечества - Хорошая борьба - Шершни - Это мы | |
| ЛУЧШАЯ МУЖСКАЯ РОЛЬ В ДРАМАТИЧЕСКОМ СЕРИАЛЕ Ли Джон-джэ — «Игра в кальмара» - Стерлинг К. Браун — «Это мы» - Брайан Кокс — «Наследники» - Майк Колтер — «Зло» - Билли Портер — «Поза» - Джереми Стронг — «Наследники»                                                                                 | ЛУЧШАЯ ЖЕНСКАЯ РОЛЬ В ДРАМАТИЧЕСКОМ СЕРИАЛЕ Мелани Лински — «Шершни» - Узо Адуба — «Пациенты» - Кьяра Аурелия — «Жестокое лето» - Кристин Барански — «Хорошая борьба» - Микаэла Джей Родригез — «Поза» - Катя Херберс — «Зло»                                                                                     |
| ЛУЧШАЯ МУЖСКАЯ РОЛЬ ВТОРОГО ПЛАНА В ДРАМАТИЧЕСКОМ СЕРИАЛЕ Киран Калкин — «Наследники» - Николас Браун — «Наследники» - Билли Крудап — «Утреннее шоу» - Мэттью Макфэдиен — «Наследники» - Мэнди Пэтинкин— «Хорошая борьба» - Джастин Хартли — «Это мы»                                                 | ЛУЧШАЯ ЖЕНСКАЯ РОЛЬ ВТОРОГО ПЛАНА В ДРАМАТИЧЕСКОМ СЕРИАЛЕ Сара Снук — «Наследники» - Кристин Лати — «Зло» - Одра МакДональд — «Хорошая борьба» - Андреа Мартин — «Зло» - Дж. Смит-Камерон — «Наследники» - Сьюзэн Келечи Уотсон — «Это мы»                                                                        |
| ЛУЧШИЙ КОМЕДИЙНЫЙ СЕРИАЛ Тед Лассо - Белая ворона - Великая - Другие двое - Псы резервации - Убийства в одном здании - Хитрости - Чем мы заняты в тени | |
| ЛУЧШАЯ МУЖСКАЯ РОЛЬ В КОМЕДИЙНОМ СЕРИАЛЕ Джейсон Судейкис — «Тед Лассо» - Иэн Армитедж — «Детство Шелдона» - Стив Мартин — «Убийства в одном здании» - Кайван Новак — «Чем мы заняты в тени» - Николас Холт — «Великая» - Мартин Шорт — «Убийства в одном здании»                                     | ЛУЧШАЯ ЖЕНСКАЯ РОЛЬ В КОМЕДИЙНОМ СЕРИАЛЕ Джин Смарт — «Хитрости» - Рене Голдсберри — «Girls5eva» - Селена Гомес — «Убийства в одном здании» - Сандра О — «Кафедра» - Исса Рэй — «Белая ворона» - Эль Фаннинг — «Великая»                                                                                          |
| ЛУЧШАЯ МУЖСКАЯ РОЛЬ ВТОРОГО ПЛАНА В КОМЕДИЙНОМ СЕРИАЛЕ Бретт Голдстин — «Тед Лассо» - Брэндон Скотт Джонс — «Призраки» - Шути Гатва — «Сексуальное просвещение» - Харви Гильен — «Чем мы заняты в тени» - Рэй Романо — «Игрушка для взрослых» - Бовэнь Ян — «Saturday Night Live»                     | ЛУЧШАЯ ЖЕНСКАЯ РОЛЬ ВТОРОГО ПЛАНА В КОМЕДИЙНОМ СЕРИАЛЕ Ханна Уэддингхэм — «Тед Лассо» - Сесили Стронг — «Saturday Night Live» - Джози Тота — «Спасённые звонком» - Кристин Ченоуэт — «Шмигадун!» - Молли Шеннон — «Другие двое» - Ханна Эйнбиндер — «Хитрости»                                                    |
| ЛУЧШИЙ МИНИ-СЕРИАЛ Мейр из Исттауна - Ванда/Вижн - Ломка - Плохой доктор - Подземная железная дорога - Полуночная месса - Уборщица. История матери-одиночки - Это грех | ЛУЧШИЙ ТЕЛЕВИЗИОННЫЙ ФИЛЬМ Осло - Гости издалека - Карта совершенных мгновений - Необыкновенное Рождество Зои - Робин Робертс представляет: Махалия - Список желаний |
| ЛУЧШАЯ МУЖСКАЯ РОЛЬ В МИНИ-СЕРИАЛЕ ИЛИ ТЕЛЕВИЗИОННОМ ФИЛЬМЕ Майкл Китон — «Ломка» - Олли Александр — «Это грех» - Пол Беттани — «Ванда/Вижн» - Джошуа Джексон — «Плохой доктор» - Хеймиш Линклейтер — «Полуночная месса» - Уильям Джексон Харпер — «Личная жизнь»                                     | ЛУЧШАЯ ЖЕНСКАЯ РОЛЬ В МИНИ-СЕРИАЛЕ ИЛИ ТЕЛЕВИЗИОННОМ ФИЛЬМЕ Кейт Уинслет — «Мейр из Исттауна» - Даниэль Брукс — «Робин Робертс представляет: Махалия» - Маргарет Куолли — «Уборщица. История матери-одиночки» - Тусо Мбеду — «Подземная железная дорога» - Элизабет Олсен — «Ванда/Вижн» - Синтия Эриво — «Гений» |
| ЛУЧШАЯ МУЖСКАЯ РОЛЬ ВТОРОГО ПЛАНА В МИНИ-СЕРИАЛЕ ИЛИ ТЕЛЕВИЗИОННОМ ФИЛЬМЕ Мюррэй Бартлетт — «Белый лотос» - Кортни Б. Вэнс — «Гений» - Зак Глифорд — «Полуночная месса» - Эван Питерс — «Мейр из Исттауна» - Кристиан Слэйтер — «Плохой доктор» - Уильям Джексон Харпер — «Подземная железная дорога» | ЛУЧШАЯ ЖЕНСКАЯ РОЛЬ ВТОРОГО ПЛАНА В МИНИ-СЕРИАЛЕ ИЛИ ТЕЛЕВИЗИОННОМ ФИЛЬМЕ Дженнифер Кулидж — «Белый лотос» - Кейтлин Дивер — «Ломка» - Мелисса Маккарти — «Девять совсем незнакомых людей» - Джулианна Николсон — «Мейр из Исттауна» - Джин Смарт — «Мейр из Исттауна» - Кэтрин Хан — «Ванда/Вижн»                |
| ЛУЧШИЙ АНИМАЦИОННЫЙ СЕРИАЛ Что, если...? - Блуи - Большой рот - Великий север - Закусочная Боба - Команда К | ЛУЧШИЙ СЕРИАЛ НА ИНОСТРАННОМ ЯЗЫКЕ Игра в кальмара — Южная Корея - Акапулько — США - Бумажный дом — Испания - Десять процентов — Франция - Люпен — Франция - Нарко: Мексика — США |

### #SeeHer Award
Холли Берри

### Специальная награда за пожизненные достижения
Билли Кристал

## Список лауреатов и номинаций
| Номинации | Фильм                                                                 |
| --------- | --------------------------------------------------------------------- |
| 11        | Белфаст                                                               |
| 11        | Вестсайдская история                                                  |
| 10        | Власть пса                                                            |
| 10        | Дюна                                                                  |
| 8         | Аллея кошмаров                                                        |
| 8         | Лакричная пицца                                                       |
| 6         | Король Ричард                                                         |
| 6         | Не смотрите наверх                                                    |
| 4         | CODA: Ребёнок глухих родителей                                        |
| 4         | Дом Gucci                                                             |
| 3         | В роли Рикардо                                                        |
| 2         | Глаза Тэмми Фэй                                                       |
| 2         | Круэлла                                                               |
| 2         | Не время умирать                                                      |
| 2         | Незнакомая дочь                                                       |
| 2         | Побег                                                                 |
| 2         | Спенсер                                                               |
| 2         | Тем больнее падать                                                    |
| 2         | Тик-так...БУМ!                                                        |
| 2         | Трагедия Макбета                                                      |
| 2         | Французский вестник. Приложение к газете "Либерти. Канзас ивнинг сан" |
| 2         | Энканто                                                               |

| Награды | Фильм                |
| ------- | -------------------- |
| 4       | Власть пса           |
| 3       | Белфаст              |
| 3       | Дюна                 |
| 2       | Глаза Тэмми Фэй      |
| 2       | Вестсайдская история |

| Номинации | Сериал / Телевизионный фильм        |
| --------- | ----------------------------------- |
| 8         | Наследники                          |
| 5         | Зло                                 |
| 5         | Мейр из Исттауна                    |
| 4         | Ванда/Вижн                          |
| 4         | Тед Лассо                           |
| 4         | Убийства в одном здании             |
| 4         | Хорошая борьба                      |
| 4         | Это мы                              |
| 3         | Великая                             |
| 3         | Игра в кальмара                     |
| 3         | Ломка                               |
| 3         | Плохой доктор                       |
| 3         | Подземная железная дорога           |
| 3         | Поза                                |
| 3         | Полуночная месса                    |
| 3         | Хитрости                            |
| 3         | Чем мы заняты в тени                |
| 2         | Saturday Night Live                 |
| 2         | Белая ворона                        |
| 2         | Белый лотос                         |
| 2         | Гений                               |
| 2         | Другие двое                         |
| 2         | Робин Робертс представляет: Махалия |
| 2         | Уборщица. История матери-одиночки   |
| 2         | Шершни                              |
| 2         | Это грех                            |

| Награды | Сериал / Телевизионный фильм |
| ------- | ---------------------------- |
| 4       | Тед Лассо                    |
| 3       | Наследники                   |
| 2       | Белый лотос                  |
| 2       | Игра в кальмара              |
| 2       | Мейр из Исттауна             |